# Regata Pisa-Pavia
La regata universitaria Pisa-Pavia, nota anche come regata universitaria Pavia-Pisa (o più semplicemente come Regata Pisa-Pavia o Regata Pavia-Pisa), è una delle più antiche gare di canottaggio d'Europa, seconda solo alla regata Oxford-Cambridge. La regata si disputa alternativamente sui corsi d'acqua delle rispettive città, ovvero il fiume Arno e il fiume Ticino, tra l'equipaggio dell'Università di Pisa e dell'Università di Pavia.

## Storia
La prima edizione si è svolta nel 1929 per istituzione del governo fascista e da allora si svolge ogni anno, salvo i periodi di sospensione, per commemorare gli studenti pavesi e pisani che parteciparono alla battaglia risorgimentale di Curtatone e Montanara del 29 maggio 1848.
A partire dal 1936 la regata si disputa su una distanza di 1 000 metri suddivisa in due manche, con imbarcazioni ad otto vogatori (8+). Gli equipaggi (maschili) sono interamente composti da studenti regolarmente iscritti ai due atenei.
Nell'albo d'oro delle cinquantasette edizioni della gara disputate fino al 2019, ad aver ottenuto il maggior numero di vittorie è l'equipaggio di Pavia (36 contro le 18 di Pisa). Nel 2011 si è tenuta un'edizione commemorativa, nella quale sono stati coinvolti gli equipaggi della omologa regata inglese tra Oxford e Cambridge. Nel 2012 a Pisa, in occasione della cinquantesima regata, si è tenuta una grande edizione con la partecipazione straordinaria degli equipaggi di Cambridge e Aachen. Il trofeo Curtatone e Montanara è stato vinto dal CUS Pisa, mentre il trofeo In Supremae dignitatis è stato vinto dall'equipaggio universitario di Aachen.

## Albo d'oro
| Anno           | Vincitore                                                                            | Luogo e data della Regata                                                            | Distanza                                                                             | Equipaggio vincitore                                                                                             |   |
| -------------- | ------------------------------------------------------------------------------------ | ------------------------------------------------------------------------------------ | ------------------------------------------------------------------------------------ | --- | - |
| 1929           | Pisa                                                                                 | Pisa - 29 maggio                                                                     | 2000 m.                                                                              | Contessini, Vestrini, Dozzo, Girò, Salghetti Drioli, Casà, Ambrogi, Montanari; tim. Milani                       |   |
| 1930           | annullata per irregolarità dell'armo pavese                                          | annullata per irregolarità dell'armo pavese                                          | annullata per irregolarità dell'armo pavese                                          | annullata per irregolarità dell'armo pavese                                                                      |   |
| 1931           | Pisa                                                                                 | Pisa - 29 maggio                                                                     | 2000 m.                                                                              | Giraldo, Vestrini, Cadini, Gianfranceschi, Dozzo, Carlesi, Salghetti Drioli, Raquis; tim. De Gasperis            |   |
| 1932           | Pavia                                                                                | Pavia - 24 maggio                                                                    | 3000 m.                                                                              | Bozzi, Pirzio, Lanza, Bracco, Cattaneo, Aguzzi, Giampaoli, Saibene; tim. Zanasi                                  |   |
| 1933           | Pisa                                                                                 | Pisa - 4 giugno                                                                      | 3500 m.                                                                              | Beltrandi, Crotti, Da Prato, Fontanini, Prever, Tuci, Torraca, Vallini; tim. Prever                              |   |
| 1934           | Pisa                                                                                 | Pavia - 24 maggio                                                                    | 3500 m.                                                                              | Beltrandi, Cumbat, Da Prato, Grassi, Rafanelli Salvi, Tuci, Torraca, Prever; tim. Berchielli                     | - |
| 1935           | Pavia                                                                                | Pisa - 2 giugno                                                                      | 3500 m.                                                                              | Bozzi, Bracco, Riccaboni, Rotta, Testone, Pirzio, Pomini, Panizza,tim.Bianchi                                    |   |
| 1936           | Pavia                                                                                | Pavia - 29 maggio                                                                    | 3500 m.                                                                              | Prezioso, Biglioli, Bregaglio, Cicognini, Sandri, Carini, Baglioni, Vaccato,tim.Rovello                          |   |
| 1937           | Pavia                                                                                | Pisa - 20 giugno                                                                     | 3500 m.                                                                              | Baglioni, Bolduri, Bregaglio, Carini, Cicognini, Gatti, Grignani, Mariani,tim.Pavesi                             |   |
| 1938           | Pisa                                                                                 | Pavia - 24 maggio                                                                    | 3500 m.                                                                              | Ricci, Tortori Donati, Casieri, Marchesi, Piccioli, Domenici, Battista, Cortese,tim.Berchielli                   |   |
| 1939           | Pavia                                                                                | Pisa - 2 giugno                                                                      | 3500 m.                                                                              | Prezioso, Fiorentini, Vaccato, Romano, Terinelli, Bellini, Magni, Marchesi,tim.Rovello                           |   |
| 1940           | Pavia                                                                                | Pavia - 29 maggio                                                                    | 3500 m.                                                                              | Prezioso, Romano, Fiorentini, Ferrari, Demaria, Terinelli, Vaccatto, Bellini,tim.Rovello                         |   |
| 1941-1947      | Sospesa                                                                              | Sospesa                                                                              | Sospesa                                                                              | Sospesa |   |
| 1948           | Pisa                                                                                 | Pisa - 29 maggio                                                                     | 1500 m.                                                                              | Magherini, Cosimi, Cecchetti, Marconcini, Bencini, Pedemonte, Gragnani, Malacarne,tim.Milani                     |   |
| 1949           | Pavia                                                                                | Pavia - 29 maggio                                                                    | 2000 m.                                                                              | Gatti, Tesio, Moro, Schiapati, Binda, Bandelli, Tronconi,Noè,tim.Boggeri                                         |   |
| 1950           | Pisa                                                                                 | Pisa - 28 maggio                                                                     | 3500 m.                                                                              | Magherini, Basoni, Quinti, Cecconi, Serventi, Gragnani, Bettini, Dini,tim.Langella                               |   |
| 1951-1960      | Sospesa                                                                              | Sospesa                                                                              | Sospesa                                                                              | Sospesa |   |
| 1961           | armo pavese vincitore squalificato per irregolarità tra i componenti dell'equipaggio | armo pavese vincitore squalificato per irregolarità tra i componenti dell'equipaggio | armo pavese vincitore squalificato per irregolarità tra i componenti dell'equipaggio | armo pavese vincitore squalificato per irregolarità tra i componenti dell'equipaggio                             |   |
| 1962           | Pavia                                                                                | Pisa - 26 maggio                                                                     | 2000 m.                                                                              | Scotti, Carraro, Pirzio, Gnucci Luc.,Barosi,Del Favero, Pasotti, Ongari,tim.Feraboli                             |   |
| 1963           | Pavia                                                                                | Pavia - 26 maggio                                                                    | 2000 m.                                                                              | Scotti, Gnucci Lui.,Pirzio, Gnucci Luc.,Barosi, Ferloni, Buniva,Del Favero,tim.Feraboli                          |   |
| 1964           | Pavia                                                                                | Pisa - 28 maggio                                                                     | 2000 m.                                                                              | Scotti, Gnucci Luc.,Pirzio, Setti,Dia, Barosi, Lanfranconi,Del Favero,tim.Zamboni                                |   |
| 1965           | Pavia                                                                                | Pisa - 27 maggio                                                                     | 2000 m.                                                                              | Scotti, Gnucci Luc.,Setti,Dia, Barosi, Lanfranconi, Cova, Guidi,tim. Di Biase                                    |   |
| 1966           | Pisa                                                                                 | Pavia - 26 maggio                                                                    | 2000 m.                                                                              | Paglianti, Menicucci, Giannecchini, Poggiolini, Menicagli, Griselli, Andreuccetti,Po,tim.Unnanu                  |   |
| 1967           | Pisa                                                                                 | Pisa - 28 maggio                                                                     | 2000 m.                                                                              | Paglianti, Menicucci, Giannecchini, Poggiolini, Menicagli, Griselli, Andreuccetti,Po,tim.Paone                   |   |
| 1968           | Sospesa                                                                              | Sospesa                                                                              | Sospesa                                                                              | Sospesa |   |
| 1969           | Pisa                                                                                 | Pisa - 2 giugno                                                                      | 2000 m.                                                                              | Loreggian, Balloni, Menicucci, Paglianti, Sorbello, Bongi, Gioli, Pella,tim.Unnanu                               |   |
| 1970           | Pisa                                                                                 | Pavia - 1 giugno                                                                     | 2000 m.                                                                              | Loreggian, Balloni, Menicucci, Paglianti, Bongi, Cecchini, Lunardini, Buffa,tim.Paone                            |   |
| 1971           | Pisa                                                                                 | Pisa - 23 maggio                                                                     | 2000 m.                                                                              | Loreggian, Bongi, Balloni, Gioli, Bresci, Paglianti, Capuano, Buffa,tim.Paone                                    |   |
| 1972           | Pavia                                                                                | Pavia - 1 giugno                                                                     | 2000 m.                                                                              | Fornasati, Lenzi, Pazzaglia, Vittadini, Corioni, Sassi, Albertario, Vecchio,tim.Segagni                          |   |
| 1973           | Pavia                                                                                | Pisa - 27 maggio                                                                     | 2000 m.                                                                              | Corelli, Vittadini, Pazzaglia, Griffini, Maggi, Fornasati, Tricarico, Cosio,tim.Segagni                          |   |
| 1974           | Pavia                                                                                | Pavia - 2 giugno                                                                     | 2000 m.                                                                              | Corelli, Baschiera, Bianchi, Penna, Cresci, Pazzaglia, Fornasati, Cosio,tim.Segani                               |   |
| 1975           | Sospesa                                                                              | Sospesa                                                                              | Sospesa                                                                              | Sospesa |   |
| 1976           | Pavia                                                                                | Pavia - 2 giugno                                                                     | 2000 m.                                                                              | Scrocchi, Baschiera, Voltolini, Cresci, Serafini, Pazzaglia, Cosio, Scardovi,tim.Segani                          |   |
| 1977-1984      | Sospesa                                                                              | Sospesa                                                                              | Sospesa                                                                              | Sospesa |   |
| 1985           | Pavia                                                                                | Pavia - 26 maggio                                                                    | 2000 m.                                                                              | Marostica, Losi, Nannoni Ant.,Lana, Poli, Quarta, Savino, Gattitoni,tim.Masetto                                  |   |
| 1986           | Pavia                                                                                | Pisa - 1 giugno                                                                      | 2000 m.                                                                              | Montemartini,Re Gianpaolo, Nannoni And.,Gattinoni,Re Gianluca, Arosio, Curzi,Re A.,tim.Masetto                   |   |
| 1987           | Pavia                                                                                | Pavia - 31 maggio                                                                    | 2000 m.                                                                              | Montemartini, Nannoni And.,Nannoni Ant.,Marostica, Giuliani, Poggio, Caruso, Scotti Foglieni A.,tim.Masetto      |   |
| 1988-1992      | Sospesa                                                                              | Sospesa                                                                              | Sospesa                                                                              | Sospesa |   |
| 1993           | Pavia                                                                                | Pavia - 23 maggio                                                                    | 1000 m.                                                                              | Scotti Foglieni S.,Scotti Foglieni A.,Cassina,,Fusaro, Poli, Montemartini, Beria, Mascherpa,tim.Pinna            |   |
| 1994           | Pavia                                                                                | Pisa - 29 maggio                                                                     | 1500 m.                                                                              | Scotti Foglieni S.,Scotti Foglieni A.,Montemartini, Forlani, Potignano, Beduschi, Rotondi, Sculati,tim.Maccarini |   |
| 1995           | Pisa                                                                                 | Pavia - 21 maggio                                                                    | 1000 m.                                                                              | Pistocchi, Moncini, Fornai,Di Carlo, Rutilio,Del Gobbo, Naldo, Belfiore,tim.Lanza                                |   |
| 1996           | Pavia                                                                                | Pisa - 2 giugno                                                                      | 1500 m.                                                                              | Castoldi, Mascherpa, Scarpa, Rotondi, Ditimark, Moro, Vanelli, Liberi,tim.Maccarini                              |   |
| 1997           | annullata per reciproche infrazioni                                                  | annullata per reciproche infrazioni                                                  | annullata per reciproche infrazioni                                                  | annullata per reciproche infrazioni                                                                              |   |
| 1998           | Pavia                                                                                | Pisa - 31 maggio                                                                     | 1500 m.                                                                              | - |   |
| 1999           | Pavia                                                                                | Pavia - 30 maggio                                                                    | 1500 m.                                                                              | Vergani, Porcaro, Castoldi, Scrocchi, Basile, Messiga, Chimienti, Galboni.tim.Grugni                             |   |
| 2000           | Pavia                                                                                | Pisa - 4 giugno                                                                      | 1500 m.                                                                              | Cernuschi, Grugni, Scrocchi, Mauceri, Moriconi, Papinutto, Ghelfi, Pavanello,tim.Baroni                          |   |
| 2001           | Pisa                                                                                 | Pavia - 2 giugno                                                                     | 500m.x2                                                                              | Chicca, Novi, Pacini, Barzagli, Solari, Tatsis, Bitonti, Polizzotto,tim.Barba                                    |   |
| 2002-2003      | Sospesa                                                                              | Sospesa                                                                              | Sospesa                                                                              | Sospesa |   |
| 2004           | Pavia                                                                                | Pisa - 12 giugno                                                                     | 750m.x2                                                                              | - |   |
| 2005           | Pavia                                                                                | Pavia - 5 giugno                                                                     | 750m.x2                                                                              | D'Altilia A.,Fasoli, Grugni, Scrocchi,D'Altilia L.,Marullo, Gandini, Germano,tim.Baldiraghi                      |   |
| 2006           | Pavia                                                                                | Pisa - 7 maggio                                                                      | 750m.x2                                                                              | D'Altilia A.,Fasoli, Grugni, Marullo, Germano, Vigentini, Amigoni,D'Altilia L.,tim.Baldiraghi                    |   |
| 2007           | Pisa                                                                                 | Pavia - 2 giugno                                                                     | 750m.x2                                                                              | Biagi, Tonini, Melosi, Micaelli, Lorenzini, Sacchini, Sicurani, Santi,tim.Mazzoni                                |   |
| 2008           | Pisa                                                                                 | Pisa - 10 giugno                                                                     | 500m.x2                                                                              | Tonini, Alonsi, Lorenzini, Micaelli, Melosi, Biagi, Marconcini, Sicurani,tim.Mazzoni                             |   |
| 2009           | Pavia                                                                                | Pavia - 6 giugno                                                                     | 500m.x2                                                                              | Santi, Mornati, Regalbuto, Boschelli, Salani, Gorini, Amigoni, Casetti,tim.Tamboloni                             |   |
| 2010           | Pavia                                                                                | Pisa - 5 giugno                                                                      | 500m.x2                                                                              | Santi, Salani, Amigoni, Palma, Boschelli, Banti, Maran,D'Altilia,tim. Ravasi                                     |   |
| 2011           | Pavia                                                                                | Pavia - 28 maggio                                                                    | 500m.x2                                                                              | Santi, Maran, Palma, Smerghetto, Alberti, Como, Regalbuto,Del Vecchio,tim. Ravasi                                |   |
| 2012 (50ª ed.) | Pisa                                                                                 | Pisa - 19 maggio                                                                     | 500m.x2                                                                              | Sacchini, Tonini, Fiorentini, Lorenzini, Igneri, Augusti, Pesce, Margheri,tim. Principe                          |   |
| 2013           | Pisa                                                                                 | Pavia - 1 giugno                                                                     | 750m.x2                                                                              | Onori, Augusti, Pesce, Petri, Ricci, Tonini, Sicurani, Lorenzini,tim. Principe                                   |   |
| 2014           | Pavia                                                                                | Pisa - 24 maggio                                                                     | 700m.x2                                                                              | Mulas, Fois, Regalbuto, Nicoletti, Cuomo,Del Prete, Catenelli, Sala,tim. Riva                                    |   |
| 2015           | Pavia                                                                                | Pavia - 23 maggio                                                                    | 500m.x2                                                                              | Mulas, Nicoletti, Fabozzi, Ciccarelli, Smerghetto, Buoli, Molteni,Del Prete,tim. Riva                            |   |
| 2016           | Pavia                                                                                | Pisa - 14 maggio                                                                     | 500m.x2                                                                              | Mulas, Fois, Fabozzi, Ciccarelli,Del Prete, Santi, Molteni, Nicoletti,tim. Riva                                  |   |
| 2017           | Pavia                                                                                | Pavia - 13 maggio                                                                    | 700m.x2                                                                              | Buoli, Mulas, Ciccarelli, Castoldi, Broglio, Regalbuto, Bortolozzi, Fabozzi; tim. Riva, ris. Del Prete           |   |
| 2018           | Pavia                                                                                | Pisa - 3 giugno                                                                      | 700m.x2                                                                              | Castoldi, Romani, Venturini, Colombo, Borella, Bruschi, Giuliani, Klausner, tim. Riva, all. Scrocchi             |   |
| 2019           | Pavia                                                                                | Pavia - 7 settembre                                                                  | 700m.x2                                                                              | Venturini, Bruschi, Castoldi, Bortolotti, Fabozzi, Broglio, Fusaro, Giuliani; tim. Riva, ris. Cassarà, Iacuitti  |   |